# Lino Aldani
Lino Aldani (n. 29 martie 1926, San Cipriano Po, Lombardia, Regatul Italiei – d. 31 ianuarie 2009, Pavia, Lombardia, Italia) a fost un scriitor italian, considerat una dintre vocile cele mai semnificative ale science fiction-ului din această țară. Cărțile sale au fost traduse în șaisprezece limbi.

## Viața și cariera literară
Lino Aldani s-a născut în 1926 în localitatea San Cipriano Po din nordul Italiei. Până în 1968 a trăit la Roma, unde a fost profesor de matematică, revenind apoi la San Cipriano Po.
El a debutat literar târziu, în 1960, în revista Oltre el cielo, înregistrând între 1960-1963 o perioadă foarte fertilă din punct de vedere literar. În această perioadă a scris și primul eseul critic amplu dedicat genului SF în Italia, Fantascienza (1961), care, după cum mărturisea Gianfranco de Turris, "a agitat puternic spiritele".În 1963, a fondat împreună cu Massimo Lo Jacono revista Futuro, consacrată în întregime autorilor italieni. În perioada 1963-1964 au apărut 8 numere ale revistei, unul dintre ele conținând prima traducere în italiană a unei povestiri de Adolfo Bioy Casares, după care și-a încetat apariția. 27 dintre povestirile sale au fost scrise sub pseudonimul N. L. Janda.
Lucrările sale au fost traduse în aproape 20 de limbi, povestirile fiind incluse în antologii personale apărute în Argentina/Spania (1968), Franța (1965, 1980, 1989), Germania (1983, 1986), Japonia (1970), Polonia (1988) și România (1982, 1992), iar romanele fiind traduse în bulgară, franceză, germană, poloneză și română. Povestirile sale au figurat într-o serie de antologii apărute în Statele Unite ale Americii și Marea Britanie, printre care View from Another Shore (1973), Terra SF: The Year's Best European SF (1981) și The Penguin World Omnibus of Science Fiction (1986).

## Decesul
Lino Aldani a murit în localitatea Pavia, în noaptea de 30 spre 31 ianuarie 2009.

### Romane
- Nel segno della luna bianca (cu Daniela Piegai) (1980)
- La croce di ghiaccio (1989)

ro. Crucea de gheață (Traducere Doina Opriță) - Editura RAO 1996
- Themoro Korik (2007)
- Mai sus de stele

### Colecții de povestiri
- Quarta dimensione (1964)
- Quando le radici (1977)

ro. Noapte bună, Sofia (Traducere Doina Opriță) - Editura Dacia 1982
- Eclissi 2000 (1979) - include romanul Eclissi 2000 și trei povestiri

ro. Eclipsă 2000 (Traducere Doina Opriță) - Editura Univers 1992 - traducerea în limba română include încă 12 povestiri
- Parabole per domani (1987)

### Antologii existente doar în limba română
- Vânătorul electronic (Traducere Cornelia Marian, Silvia Colfescu și Alexandru Ciochia) - Editura Vremea, 1999. ISBN 973-9423-29-9. Conține povestirile:
  - „Spazio Amaro” (tradusă ca „Spațiu amar”), prima dată apărută în revista Oltre il Cielo nr. 62, Roma 1960
  - „Il cacciatore elettronico” (tradusă ca „Vânătorul electronic”), prima dată apărută în Il Giornale di Pavia, Pavia 25 octombrie 1960. Republicată de trei ori sub denumirea „Korok”
  - „La luna delle venti braccia” (tradusă ca „Luna celor douăzeci de brațe”), prima dată apărută în Oltre il Cielo nr. 57, Roma 1960
  - „Gli ordini non si discutono” (tradusă ca „Ordinele nu se discută”), prima dată apărută în Oltre il Cielo nr. 54, Roma 1960
  - „La Miniera” (tradusă ca „Mina”), prima dată apărută în Oltre il Cielo nr. 77, Roma 1961
  - „Il Kraken” (tradusă ca „Krakenul”), prima dată apărută în Oltre il Cielo nr. 85, Roma 1961
  - „Il filosofo in pensione” (tradusă ca „Ordinele nu se discută”), prima dată apărută în revista Urania 1133, 12 agosto 1990, Mondadori, Milano
  - „Una rossa autentica” (tradusă ca „O roșcată autentică”), prima dată apărută în Interplanet, CELT, Piacenza 1962
  - „La sfida” (tradusă ca „Înfruntarea”), prima dată apărută în Il Giornale di Pavia, Pavia 1966
  - „Seconda nascita” (tradusă ca „Născut a doua oară”), prima dată apărută în Universo e dintorni, Garzanti, Milano 1978
  - „Babele” (tradusă ca „Babel”), prima dată apărută în Una rosa per la vita, Ed. Black Out, Modena 1981
  - „Mochuelo” (tradusă ca „Mochuelo”), prima dată apărută în Le Ali della Fantasia/7, Solfanelli, Chieti 1987

### Povestiri (selecție)
- 37° (Trentasette centigradi, 1963)
- Luna celor douăzeci de brațe
- Un tren numit evaziune
- Spațiu amar
- Krakenul (apărută în nr. 399 al CPȘF)
- Harem în valiză
- Duminica romană

- „Canis Sapiens” (traducere a povestirii «Canis sapiens» 1961)
- „Tehnocrație integrală” (traducere a povestirii «Tecnocrazia integrale» 1961)
- „Noapte bună, Sofia” (traducere a povestirii «Buonanotte Sofia» 1963)
- „Împestrițat cu roșu” (traducere a povestirii «Screziato di rosso» 1977)
- „Rădăcinile” (traducere a povestirii «Quando le radici» 1976)[15]

## Vezi și
- Științifico-fantasticul în Italia